# Ruta Estatal de California 153
La Ruta Estatal de California 153, y abreviada SR 153 (en inglés: California State Route 153) es una pequeña carretera estatal estadounidense ubicada en el estado de California. La carretera inicia en el Oeste desde el Monumento a James Marshall hacia el Este en la SR 49     en Coloma. La carretera tiene una longitud de 0,9 km (0.550 mi). La ubicación exacta de la ruta se extiende desde el Sur en la Ruta Estatal 49 en Cold Springs Road girando al oeste en Monument Road en Marshall Gold Discovery State Historic Park hasta el Monumento a James Marshall.
Aunque el Departamento de Transporte de California ha puesto un letrero indicando que la SR 153 es la  "ruta estatal de California más corta", no lo es: ya que la SR 77, SR 265 y la SR 283 son más cortas. Sin embargo, estas carreteras son solamente conectores entre otras autopistas.

## Mantenimiento
Al igual que las autopistas interestatales, y las rutas federales y el resto de carreteras estatales, la Ruta Estatal de California 153 es administrada y mantenida por el Departamento de Transporte de California por sus siglas en inglés Caltrans.

## Intersecciones
Toda la ruta se encuentra dentro del condado de El Dorado.
| Localidad | Miliario | Destinos                   | Notas |
| --- | -------- | -------------------------- | ----- |
| | 0.55     | Monumento a James Marshall |       |
| Coloma | 0.00     | SR 49                      |       |
| 1.000 mi = 1.609 km; 1.000 km = 0.621 mi Cerrada/Antigua • Terminal concurrente • Acceso incompleto • Propuesta/Sin abrir |          |                            |       |